# رشت‌آباد (رشت)
رشت آباد نام یکی از روستاها در استان گیلان از توابع کوجه اسبان قدیم یا همان  کوچصفهان امروزی که تا قبل از حکومت صفویه عرصه درگیرهای دو منطقه بیه‌پیش و بیه‌پس قرار می‌گرفت و شواهد و مستنداتی مبنی بر کشتی سازی داد و ستد و پرورش کرم ابریشم در این منطقه در دست است شاید نام رشت آباد یا به نقل برخی رشته آباد از همین رشته های پر ارزش گرفته شده است . در زمان ساسانی راه بزرگ درآمد برای شاهنشاهی ایران، بازرگانی ابریشم و اخذ حقوق گمرکی از بازرگانان و کاروانیانی بود که از ایران می‌گذشتند. چین در آن روزگار از ایران وسمه، قالی، سنگ‌های گران‌بها و پارچه وارد می‌کرد. یکی از صادرات مهم چین به ایران ابریشم بود که در دربار بیزانس حکم ارز را داشت و مهم‌تر از طلا و سنگ‌های گران‌بها بود. هدف ایران از در دست داشتن راه ابریشم افزایش گردش کالا نبود بلکه کم توان نمودن رومی‌ها بود. دولت ایران همواره بهای ابریشم را بالا می‌برد تا از این رهگذر از بیزانس طلا و پول بیشتری را به چنگ آورد و امپراتوری بیزانس را از لحاظ نظامی کم توان کند. روشن است که بیزانس نیز نمی‌توانست به چنین سیاستی از سوی دولت ایران تن در دهد از این رو همواره راه دشمنی با ایران را در پیش می‌گرفت. دربار بیزانس می‌دید که در فاصله‌های صلح‌آمیز میان جنگ‌ها، همواره مقدار چشمگیری طلا از بیزانس به ایران سرازیر می‌شود. از این رو به کوشش برمی‌خواست ولی تلاش رومی‌ها برای رهایی از این وابستگی اقتصادی همواره بیهوده می‌ماند. گمانه زنی های حاکی از این مطلب است که شاهان ساسانی از تجارت کرم ابریشم جلوگیری می‌کرده و خود نیز به پرورش ان مشغول بودند که مناطق شمالی مکان مناسبی برای پرورش ان بوده است.
تبر های مفرغی کشف شده در مناطق و هم چنین ادوات جنگی و پزشکی نشان از قدمت داد ستد بین اقوام گیلانی و شرق دور را دارد.
از نقشه های بجا مانده از رشت اباد می‌توان به نقشه ایی از دوران قاجاریه اشاره کرد که نام رشت اباد در ان ذکر شده است .

## جمعیت
براساس سرشماری مرکز آمار ایران در سال ۱۳۸۵، جمعیت آن ۱۷۲۸ نفر (۵۳۸خانوار) بوده‌است.